# Осташково (Московская область)
Оста́шково — деревня в городском округе Мытищи Московской области России. Население — 84 чел. (2010).

## География
Расположена на севере Московской области, в центральной части Мытищинского района, на Осташковском шоссе, примерно в 12 км к северо-западу от центра города Мытищи и 10 км от Московской кольцевой автодороги, на северном берегу Пироговского водохранилища системы канала имени Москвы.
В деревне 17 улиц, 1 переулок, приписано 4 садоводческих товарищества. Связана автобусным сообщением с районным центром и городом Москвой (маршруты № 26, 438). Ближайшие населённые пункты — посёлок Жостово, деревни Жостово, Сорокино и Чиверёво.

## Население
| 1852 | 1859 | 1890 | 1899 | 1926 | 2002 | 2010 |
| ---- | ---- | ---- | ---- | ---- | ---- | ---- |
| 39   | ↗47  | ↘37  | ↗216 | ↗309 | ↘100 | ↘84  |

## История
Село Осташково, на реке Клязьме, с деревянною церковью Рождества Христова и приделом Николая Чудотворца, построенною «клетцки», в 7131 (1623) г. находилось Московскаго уезда Манатвина, Быкова и Коровина стана в поместьи за боярином князем Иваном Борисовичем Черкаским…— Холмогоров В. И., Холмогоров Г. И. Исторические материалы для составления церковных летописей Московской епархии
В 1646 году владельцем села был князь Яков Куденетович Черкасский, а затем его сын — князь Михаил Яковлевич, после смерти которого село в 1713 году перешло его сыну — князю Алексею Михайловичу. Позже село принадлежало роду Шереметевых.
В середине XIX века село Осташково относилось ко 2-му стану Московского уезда Московской губернии и принадлежало графу Шереметеву, в селе было 6 дворов, 1 церковь, крестьян 15 душ мужского пола и 24 души женского.
В «Списке населённых мест» 1862 года — владельческое село Московского уезда по левую сторону Ольшанского тракта (между Ярославским шоссе и Дмитровским трактом), в 22 верстах от губернского города и 13 верстах от становой квартиры, при реке Клязьме, с 14 дворами, православной церковью и 47 жителями (22 мужчины, 25 женщин).
По данным на 1899 год — село Троицкой волости Московского уезда с 216 жителями.
В 1913 году — 14 дворов, земская больница, земское училище, шерстопрядильная фабрика, кустарное производство железных подносов и изделий из папье-маше, пивная лавка.
По материалам Всесоюзной переписи населения 1926 года — центр Осташковского сельсовета Коммунистической волости Московского уезда в 8 км от станции Хлебниково Савёловской железной дороги, проживало 309 жителей (156 мужчин, 153 женщины), насчитывалось 29 хозяйств, из которых 23 крестьянских, имелись школа и амбулатория, работала шерстопрядильная фабрика.
С 1929 года — населённый пункт в составе Коммунистического района Московского округа Московской области. Постановлением ЦИК и СНК от 23 июля 1930 года округа как административно-территориальные единицы были ликвидированы.
Административная принадлежность
1929—1935 гг. — центр Осташковского сельсовета Коммунистического района.
1935—1939 гг. — центр Осташковского сельсовета Пушкинского района.
1939—1955 гг. — село Жостовского сельсовета Пушкинского района.
1955—1963, 1965—1994 гг. — село Жостовского сельсовета Мытищинского района.
1963—1965 гг. — село Жостовского сельсовета Мытищинского укрупнённого сельского района.
1994—2006 гг. — деревня Жостовского сельского округа Мытищинского района.
2006—2015 гг. — деревня городского поселения Пироговский Мытищинского района.

## Достопримечательности
Церковь Рождества Христова, построенная князем Михаилом Яковлевичем Черкасским в 1699 году. Является памятником архитектуры федерального значения —  Объект культурного наследия № 5010286000.